# Камйонка (Білгорайський повіт)
Камйонка (пол. Kamionka) — село в Польщі, у гміні Княжпіль Білґорайського повіту Люблінського воєводства.

## Історія
За даними етнографічної експедиції 1869—1870 років під керівництвом Павла Чубинського, у селі переважно проживали римо-католики, меншою мірою — греко-католики, які розмовляли українською мовою.
У 1975—1998 роках село належало до Замойського воєводства.